# Teodora Comnena, Duquesa da Áustria
Teodora Comnena, também conhecida como Gertrudes (m. 2 de janeiro de 1184) foi marquesa consorte da Áustria e duquesa da Baviera, além de duquesa da Áustria pelo seu casamento com Henrique II da Áustria.

## Família
Teodora era a segunda filha e terceira criança nascida de Andrônico Comneno, um sebastocrator, e de Irene Aineiadissa. Seus avós paternos eram o imperador bizantino, João II Comneno, e a princesa Piroska da Hungria. Seus avós maternos são desconhecidos.
Teodora teve cinco irmãos, que eram: Maria, esposa de João Cantacuzeno; João Ducas Comneno, marido de Maria Taronitissa, e pai de Maria Comnena, rainha consorte de Jerusalém; Eudócia, amante do imperador Andrônico I Comneno; Aleixo, um protovestiário, e marido de Maria Ducana.
Seu pai morreu em 1442, e sua mãe Irene, era uma freira no Mosteiro do Pantocrator, em 1444.

## Biografia
Teodora ficou noiva de Henrique, duque da Baviera, no começo de 1148. O casamento foi arranjado pelo rei Conrado III da Germânia, meio-irmão de Henrique, durante sua estada na corte do imperador Manuel I Comneno, tio de Teodora, enquanto ele se recuperava de problemas de saúde.
Ele se casaram em setembro de 1148, em uma segunda visita, após Conrado ter deixado a Palestina rumo a Alemanha. O duque era filho do marquês Leopoldo III da Áustria e de Inês da Germânia. A primeira esposa dele foi Gertrudes de Suplingemburgo, que faleceu em 1143.
Em 1156, ela e o marido se tornaram duque e duquesa da Áustria. Na Áustria, adotou o nome de Gertrudes.
A duquesa faleceu em 2 de janeiro de 1184, e foi enterrada em Viena.

## Descendência
O casal teve três filhos:
- Inês da Áustria (1154 – 13 de janeiro de 1182), foi rainha da Hungria como esposa de Estêvão III da Hungria. Após a morte do marido, casou-se com o duque Hermano da Caríntia. Teve descendência do segundo casamento;
- Leopoldo V, duque da Áustria (1157 – 31 de dezembro de 1194), sucessor do pai. Foi marido de Helena da Hungria, filha do rei Géza II da Hungria. Teve descendência;
- Henrique da Áustria (1158 – 31 de agosto de 1123), duque de Mödling. Foi casado com Riquilda da Boêmia, filha de Ladislau II da Boémia. Teve descendência.